# Wiesbaden-Biebrich
Wiesbaden-Biebrich este cel mai mare sector al orașului Wiesbaden din landul Hessa, Germania. Sectorul are 36.000 loc. fiind integrat în oraș la data de 1 octombrie 1926 până la construirea castelului Wiesbaden a fost reședința familiei nobiliare din Casa Nassau.

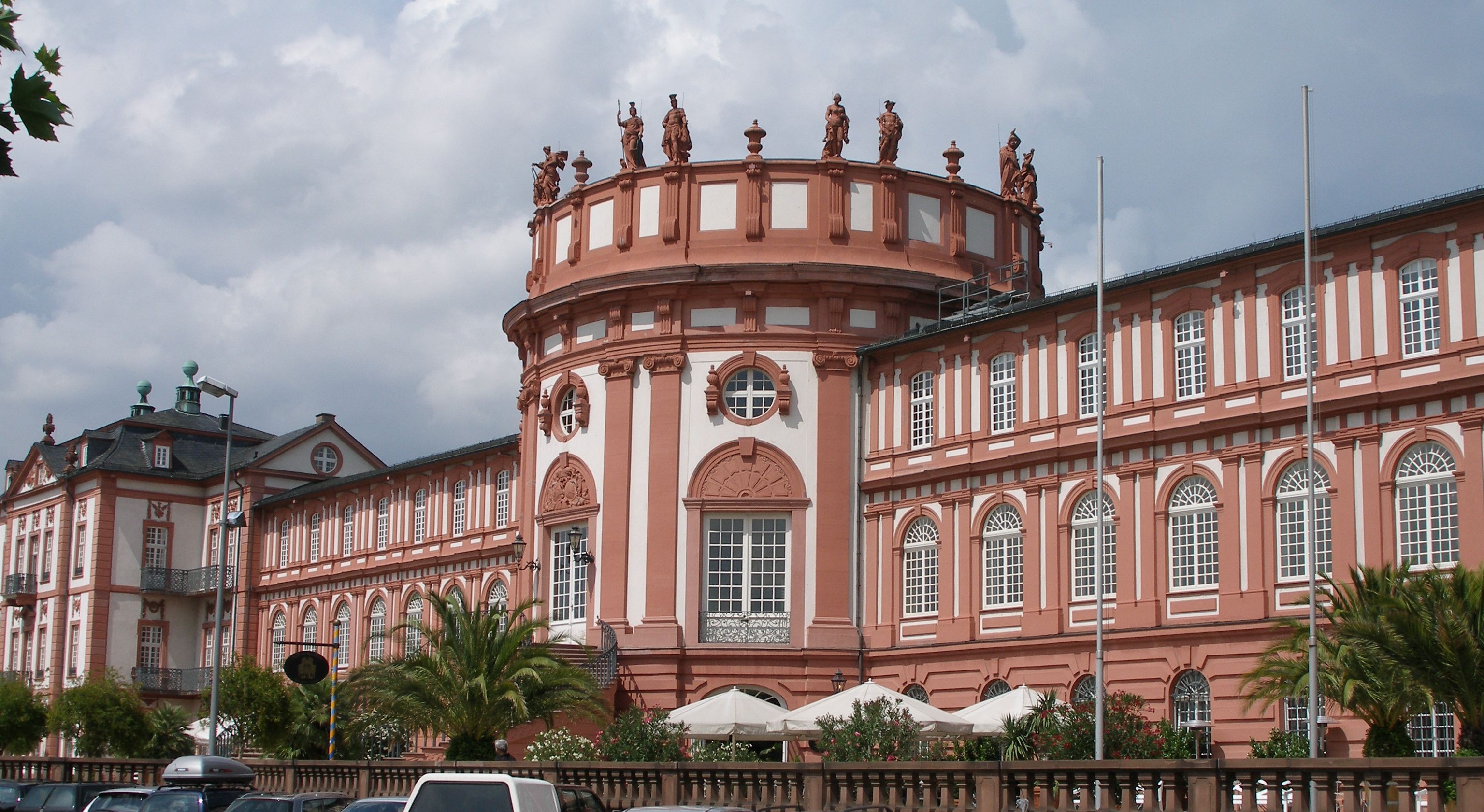
Castelul Biebrich

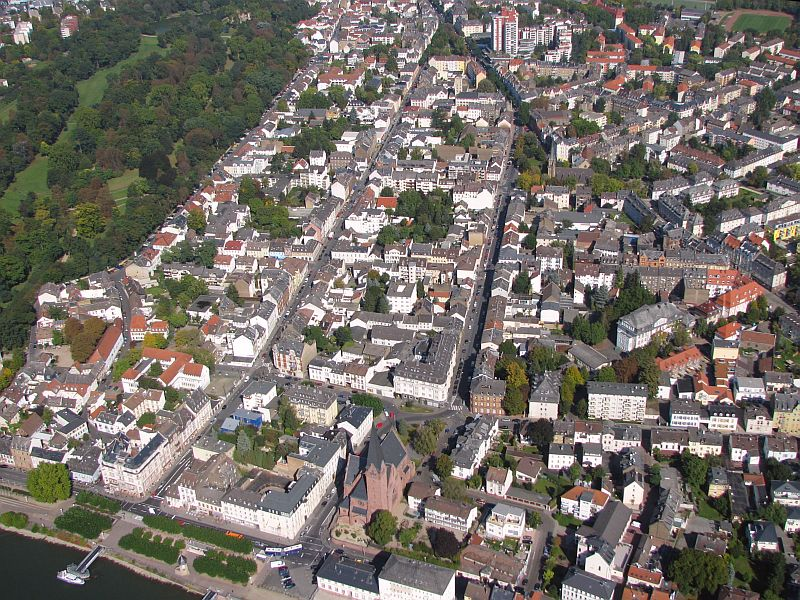
Vedere aeriană a sectorului Wiesbaden-Biebrich